# 房壯麗
房壮丽（1555年—1636年），字威甫，號素中，直隸保定府安州（今河北安新）人，明朝政治人物，同進士出身。

## 生平
嘉靖乙卯十二月十一日生，治诗经。萬曆十三年（1585年）乙酉科順天鄉試八十二名舉人，萬曆二十三年（1595年）乙未科會試第二百九名，三甲六十名进士。户部觀政，本年六月授陕西盩厔县知县，二十四年丁父憂，二十七年補任山西襄陵縣知县，萬曆三十三年（1605年）升禮部主事，萬曆三十五年（1607年）考選，三十六年八月授湖廣道監察御史，巡视光禄寺，三十八年七月巡按南畿苏松等府，四十二年三月提督庐凤连应安六府、滁和广三州学政，四十六年六月復起河南道，管大计，十二月充会试监試官，次年三月充殿试监試官。
泰昌元年（1620年）升大理寺寺丞，天啓元年（1621年）正月升右佥都御史、巡抚江西，二年十一月升工部右侍郎总理河道，稱病請告。六年正月起復工部右侍郎，二月改吏部右侍郎，四月转左侍郎，天启六年（1626年）在王恭厂大爆炸中大轿被打坏，闰六月官任都察院左都御史，十月以皇极殿成加恩，加太子太保。七年八月加太子太傅。
崇祯初年（1628年）任吏部尚书，乞归。崇禎九年（1636年）清兵越長城侵掠畿輔，八月破安州，遇害。

## 著作
著有《巡吴疏稿》、《抚江疏稿》、《总河疏稿》等。

## 家族
曾祖房浤，義官。祖房朴，增廣生。父房春阳，庠生。母李氏，继母蕭氏。严侍下。娶李氏，子景龄、企龄。